# Hipònic I
Hipònic I (en llatí Hipponicus, en grec antic Ἱππόνικος) fou un destacat ciutadà atenenc.
És el primer membre de la família Càl·lies-Hipònic. Plutarc el menciona, i diu que suposadament, ell i tres més, van rebre una confidència directament del legislador Soló el 594 aC que li va permetre comprar terres i enriquir-se fent ús d'informació privilegiada.